# Elior

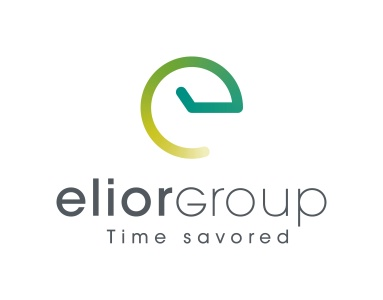
Logo dell'azienda

Elior Group S.A. è una multinazionale francese attiva nel settore del catering e della ristorazione collettiva.
Secondo i dati del 2014 Elior è il quarto operatore europeo e nei primi quattro a livello mondiale del settore per fatturato, dietro i suoi concorrenti diretti Sodexo, Compass Group e Mc Donald's.

## Storia
La società nasce nel 1991 con il nome di Bercy Management ad opera di Francis Markus e Robert Zolade, due ex dipendenti di Accor (che ha comprato le attività di catering di Jacques Borel International, azienda francese che per prima ha introdotto il concetto di buono pasto) per acquisire dalla stessa Accor, Générale de Restauration, il terzo più grande operatore del mercato in Europa, attraverso un'operazione di management buyout.
Nel 1992 diventa azionista di minoranza dell'inglese High Table, titolare dell'appalto per le mense del London Stock Exchange. 
Poco tempo dopo, individua Advent International come partner finanziario per scalare Holding de Restauration Concédée, uno dei più grandi operatori francesi della ristorazione in concessione: successivamente, cambia denominazione in Groupe Elior, strutturata nella Divisione Eliance (ristorazione commerciale, ovvero ristoranti, fast food, stazioni di servizio nella autostrade e corner in aeroporti, diretti ed in concessione) e Avenance (servizi di ristorazione collettiva, come le mense aziendali ed i contratti di catering).
Nel 2000 debutta in Borsa, all'Euronext di Parigi.
Gli anni successivi sono caratterizzati dall'espansione in tutto il continente europeo, tramite una crescita per linee esterne, acquistando la proprietà di numerosi operatori locali di ristorazione (le spagnole Areas e Serunion, le britanniche Azure e Digby Trout Restaurants, le italiane Concerta e Ristochef ecc.).
Viene delistata dalla Borsa nel 2006, rilevata dal fondo Chaterhouse per 2.5 miliardi di euro: ci rientrerà nel 2014.
Sbarca nel mercato USA nel 2013, diventando proprietaria di TrustHouse Services Holdings.

## Italia
Elior è arrivata in Italia nel 1999 acquistando Ristochef S.p.A. da Cremonini e MyChef (2000) da Enzo Andreis. Dal 2011 ha anche la proprietà di Gemeaz Cusin, grazie alla quale oggi ha una grande presenza in Italia, dopo i leader italiani Autogrill e Cremonini.
Infine, ha vinto l'appalto di Trenitalia per la ristorazione a bordo treno: la Divisione Itinere di Elior Ristorazione S.p.A. si è aggiudicata il bando quadriennale 2014/2018 e prorogabile per due anni, con un'offerta di 484 milioni di euro.

## Dati economici
Elior ha chiuso l'anno fiscale il 30 settembre 2017, realizzando un fatturato di 6.42 miliardi, di cui 4.64 dai servizi di catering e 1.77 dalla ristorazione in concessione. 501 milioni di Ebitda, 310 di Ebit, consegue un utile di 114 milioni di euro. Ha 127.000 dipendenti e 25.000 punti vendita.